# Улица Ларисы Руденко (Киев)
У́лица Ларисы Руденко (укр. ву́лиця Лариси Руденко) — улица в Дарницком районе города Киева, местность Осокорки (9-й, 10-й и 11-й микрорайоны). Пролегает от проспекта Миколы Бажана до улицы Саломеи Крушельницкой.
Примыкает улица Александра Мишуги и Вишняковская.

## История
Улица возникла в начале 1990-х годов — с началом строительства 9-го микрорайона — под названием Новая. Современное название в честь украинской советской оперной певицы Ларисы Архиповны Руденко — с 1993 года.

## Застройка
Застройка улицы представлена многоэтажными домами. Чётная сторона улицы относится к 9-му микрорайону, нечётная — 10-му (севернее Вишняковской) и 11-му (южнее Вишняковской).
1. бизнес-центр, спорткомплекс (дом № 6а)
2. дошкольное учебное заведение (дом № 8а)